# Gesnaveld klauwtjesmos
Gesnaveld klauwtjesmos of gewoon klauwtjesmos (Hypnum cupressiforme) is een mos uit de familie Hypnaceae.
Het is een algemene, kosmopolitische soort, die vooral epifytisch op bomen groeit. 

## Etymologie en naamgeving
De botanische naam Hypnum is afkomstig van de Oudgriekse mythologische figuur Hypnos, de personificatie van de slaap, wegens het eertijdse gebruik van het mos als kussen- en matrasvulling. De soortaanduiding cupressiforme komt uit het Latijn en betekent 'cipres-vormig'.

## Kenmerken

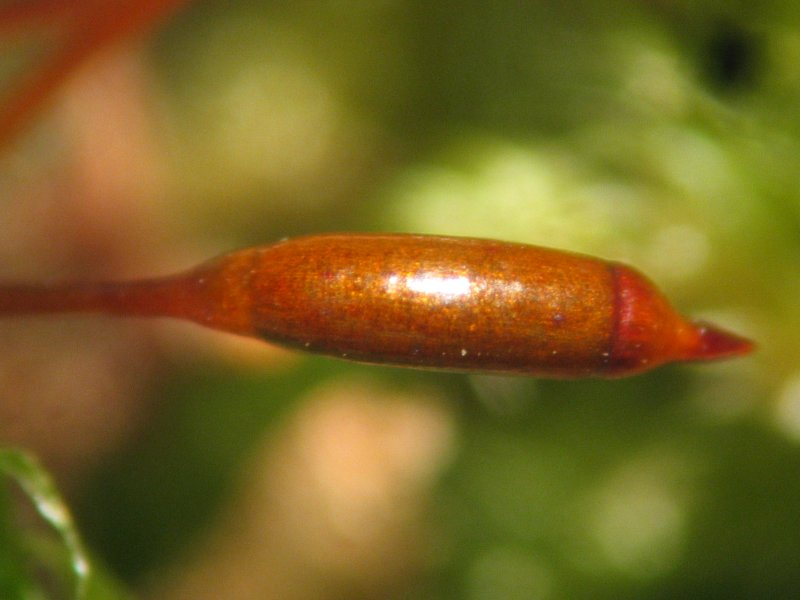
Detail sporogoon

Gesnaveld klauwtjesmos is een mattenvormend slaapmos met een liggende stengel, tot 10 cm lang, onregelmatig of geveerd vertakt, afgeplat, met elkaar overlappende blaadjes, wat enigszins aan een cipres doet denken. De stengelblaadjes zijn glanzend grasgroen op schaduwrijke -, tot goudbruin op zonnige plaatsen, tot 2 mm lang, hol, vooral naar de top toe sikkelvormig gebogen, met een korte V-vormige nerf. De takblaadjes zijn smaller en korter. 
Gesnaveld klauwtjesmos is een tweehuizige plant, de mannelijke (antheridia) en vrouwelijke (archegonia) voortplantingsorganen ontstaan op verschillende planten.
Het sporenkapsel of sporogoon is tot 2,4 cm lang, cilindrisch, gekromd, horizontaal of schuin op een gladde, tot 2,5 cm lange, roodbruine kapselsteel. Het kapsel wordt afgesloten door een lang gesnaveld operculum.

## Onderverdeling
Het gesnaveld klauwtjesmos is zeer variabel in vorm en habitatkeuze, en er zijn dan ook verschillende variëteiten van beschreven.

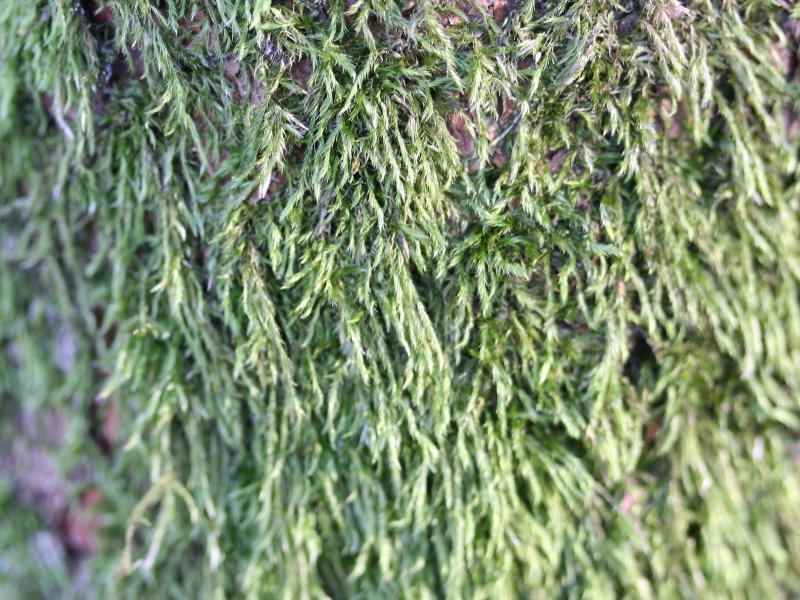
Zijdeklauwtjesmos (H. cupressiforme var. resupinatum)

Het hangend klauwtjesmos (H. cupressiforme var. filiforme) is een kleine variëteit van het gesnaveld klauwtjesmos die platte, dichte matten van afhangende plantjes vormt. De stengels zijn niet langer dan 5 cm, de zijtakken staan dicht naast en parallel met elkaar. De blaadjes zijn maar tot 1 mm lang en sterk gekromd. Het hangend klauwtjesmos is een algemene soort die vooral op stammen van beuk en eik groeit.
Het zijdeklauwtjesmos (H. cupressiforme var. resupinatum) vormt zijdeachtig glanzende matten, met stengels met gebogen top en blaadjes met een lang uitgerekte draadvormige spits. Het is een algemeen mos dat zowel in droge als vochtige bossen voorkomt, voornamelijk op wilg, vlier en eik.
Het kroezig klauwtjesmos (H. cupressiforme var. heseleri) is een variëteit waarvan de blaadjes niet of nauwelijks gekromd zijn, maar vlak, langgerekt eirond, met spitse top en gekroesde randen. Het kroezig klauwtjesmos is in België en Nederland zeer zeldzaam en komt enkel voor op bomen, voornamelijk eiken.

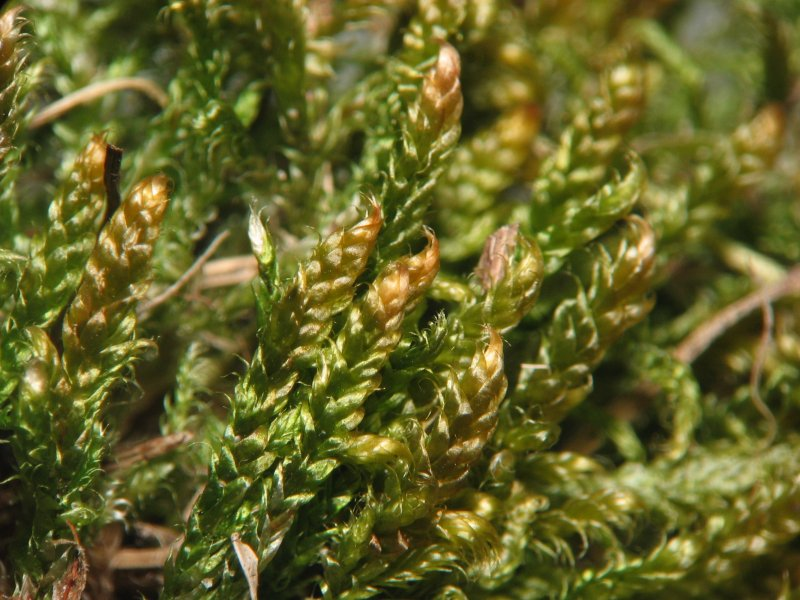
Duinklauwtjesmos (H. cupressiforme var. lacunosum)

Bij het recht klauwtjesmos (H. cupressiforme var. tectorum) zijn de blaadjes net als bij het gekroesd klauwtjesmos vlak en langgerekt eirond, met een lange spitse top, maar zonder gekroesde randen. De stengels hechten zich zeer sterk aan het substraat. Het recht klauwtjesmos is algemeen op eiken.
Het duinklauwtjesmos (H. cupressiforme var. lacunosum) vormt bronsgroene tot goudbruine matten van volumineuze stengels. De blaadjes zijn tot 3 mm lang, langgerekt eirond, sterk gekromd en hol en met draadvormige top. Het duinklauwtjesmos is algemeen in kalkrijke duinen en op kalksteen.
Het echt klauwtjesmos (H. cupressiforme var. cupressiforme) komt in Nederland zeer algemeen voor.

## Ecologie
Het gesnaveld klauwtjesmos groeit bij voorkeur op vaste substraten zoals boomstronken, schors, rotsen en muren, maar ook in (kalkrijke) duinen, zowel op open als op beschaduwde plaatsen. Het is een zeer algemene plant op stammen van uiteenlopende soorten bomen.

### Plantengemeenschap
Gesnaveld klauwtjesmos is een kensoort voor de klasse van droge graslanden op zandgrond (Koelerio-Corynephoretea), een groep van plantengemeenschappen van droge graslanden op voedselarme zandgronden.

## Verspreiding
Gesnaveld klauwtjesmos kent een kosmopolitische verspreiding en is algemeen voorkomend.
... · H. andoi (bosklauwtjesmos) · H. cupressiforme (gesnaveld klauwtjesmos) · H. cupressiforme var. filiforme (hangend klauwtjesmos) · H. cupressiforme var. heseleri (kroezig klauwtjesmos) · H. cupressiforme var. lacunosum (duinklauwtjesmos) · H. cupressiforme var. resupinatum (zijdeklauwtjesmos) · H. cupressiforme var. tectorum (recht klauwtjesmos) · H. imponens (goudklauwtjesmos) · H. jutlandicum (heideklauwtjesmos) · H. pallescens (klein klauwtjesmos) · H. pratense (weideklauwtjesmos) · ...